# Malta in Kärnten
Malta is een gemeente in de Oostenrijkse deelstaat Karinthië, en maakt deel uit van het district Spittal an der Drau.
Malta telt 2120 inwoners.

## Kölnbrein Dam
De Hochalm bergweg leidt door de Malta vallei naar de Kölnbrein dam. Deze dam behoort tot de Malta waterkrachtcentrale uitgebaat door het Verbund elektriciteitsbedrijf Tunnels leiden het water van de dam naar elektriciteitscentrales in Reißeck in de Möll vallei 1100 m lager. De dam wordt gevoed door water van de omliggende bergen en door tunnels die water van de Lieser en Möll rivieren aanvoeren. De dam werd gebouwd tussen 1971 en 1978 en heeft een lengte van 626 m en een hoogte van 200 m. Het damreservoir kan tot 200 miljoen m³ water bevatten.
Bad Kleinkirchheim · Baldramsdorf · Berg im Drautal · Dellach im Drautal · Flattach · Gmünd in Kärnten · Greifenburg · Großkirchheim · Heiligenblut am Großglockner · Irschen · Kleblach-Lind · Krems in Kärnten · Lendorf im Drautal · Lurnfeld · Mallnitz · Malta in Kärnten · Millstatt am See · Mörtschach · Mühldorf · Oberdrauburg · Obervellach · Radenthein · Rangersdorf · Reißeck · Rennweg am Katschberg · Sachsenburg · Seeboden am Millstätter See · Spittal an der Drau (stad) · Stall · Steinfeld · Trebesing · Weissensee · Winklern